# Mydaea rufiventris
Mydaea rufiventris är en tvåvingeart som först beskrevs av Stein 1918.  Mydaea rufiventris ingår i släktet Mydaea och familjen husflugor. Inga underarter finns listade i Catalogue of Life.